# Maxchernes iporangae
Espèce
Maxchernes iporangae est une espèce de pseudoscorpions de la famille des Chernetidae.

## Distribution
Cette espèce est endémique de l'État de São Paulo au Brésil. Elle se rencontre dans la grotte Caverna Alambari de Baixo à Iporanga.

## Habitat
Elle se rencontre dans le guano de chauves-souris fructivores.

## Description
La carapace des mâles mesure de 0,60 à 0,72 mm et la carapace des femelles de 0,55 à 0,65 mm.

## Étymologie
Son nom d'espèce lui a été donné en référence au lieu de sa découverte, Iporanga.

## Publication originale
- Mahnert & Andrade, 1998 : Description of a new troglophilous species of the genus Maxchernes Feio, 1960 (Pseudoscorpiones, Chernetidae) from Brazil (Sao Paulo State). Revue Suisse de Zoologie, vol. 105, no 4, p. 771-775 (texte intégral).